# Franz Krüger

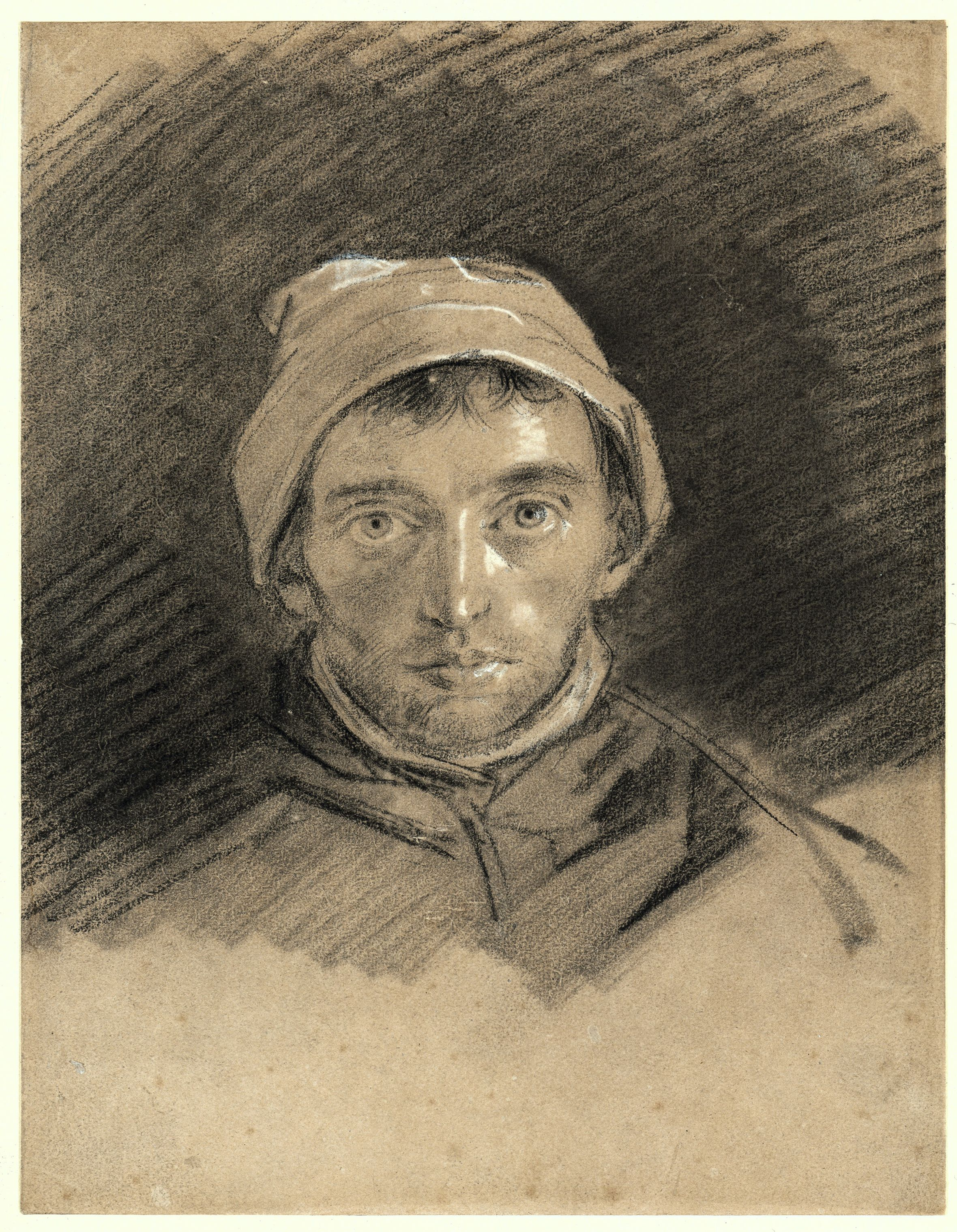
Selbstporträt, 1826, Kupferstichkabinett Berlin

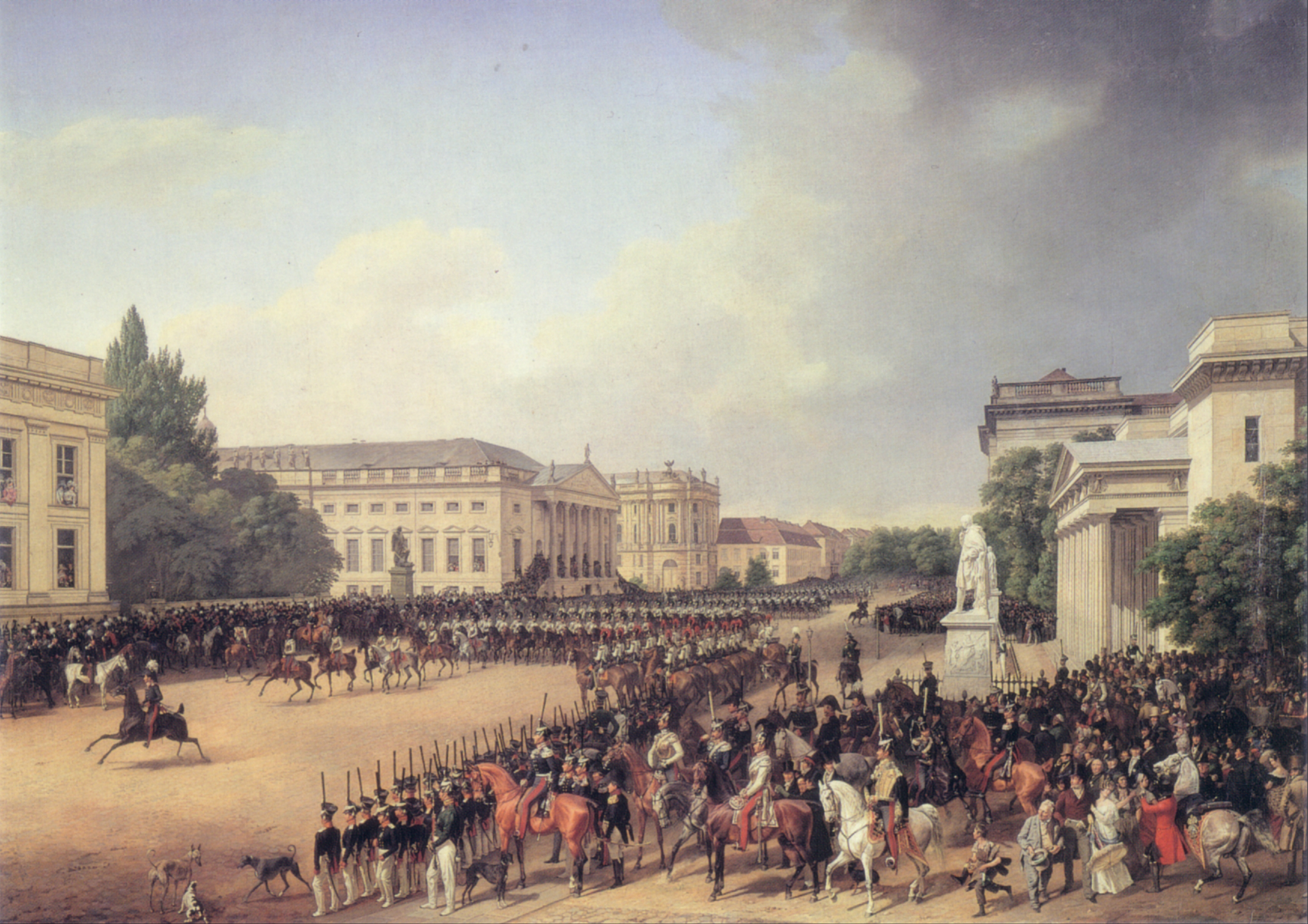
Franz Krüger: Parade auf dem Opernplatz in Berlin, 1824–1830

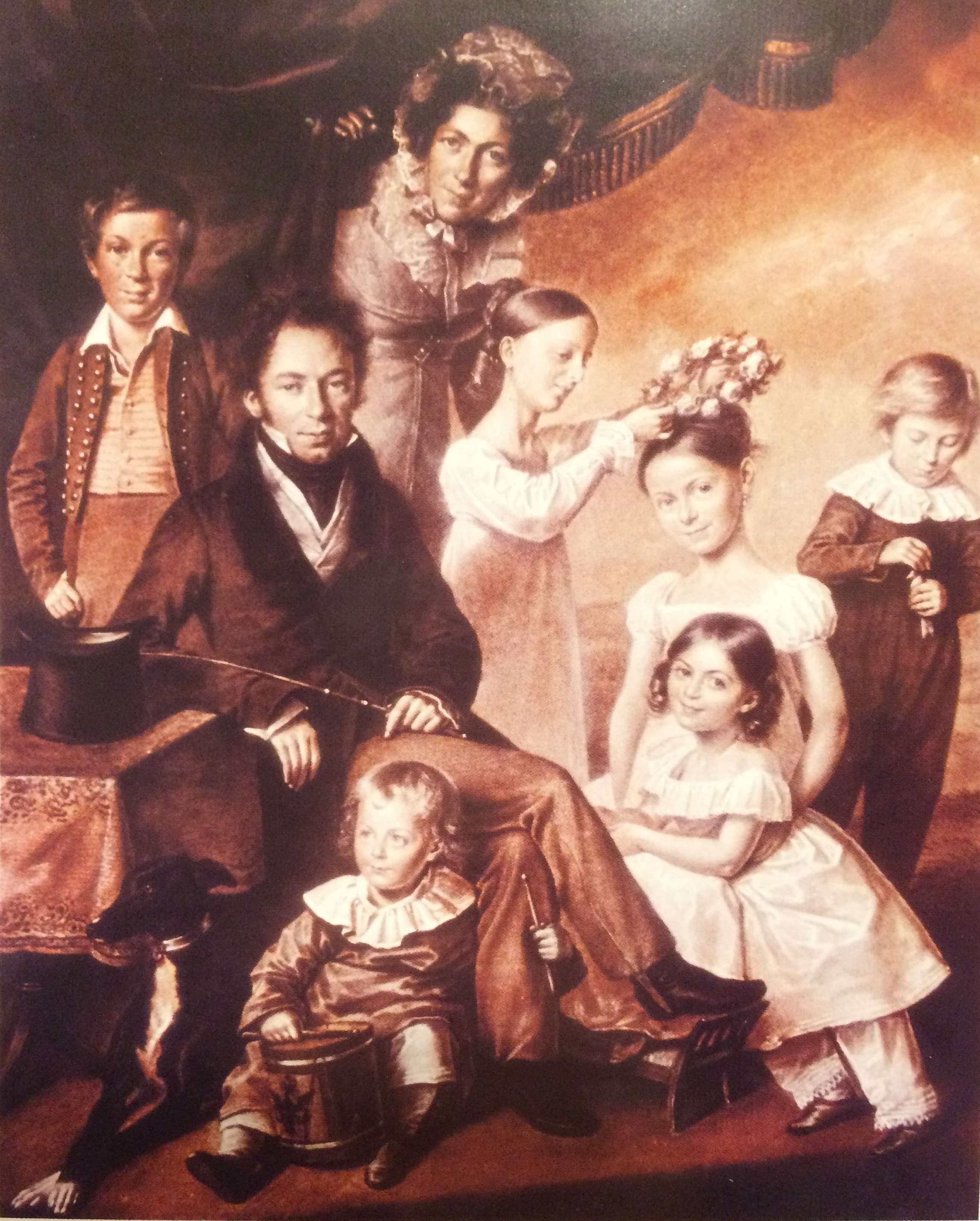
W. C. Benecke mit Familie

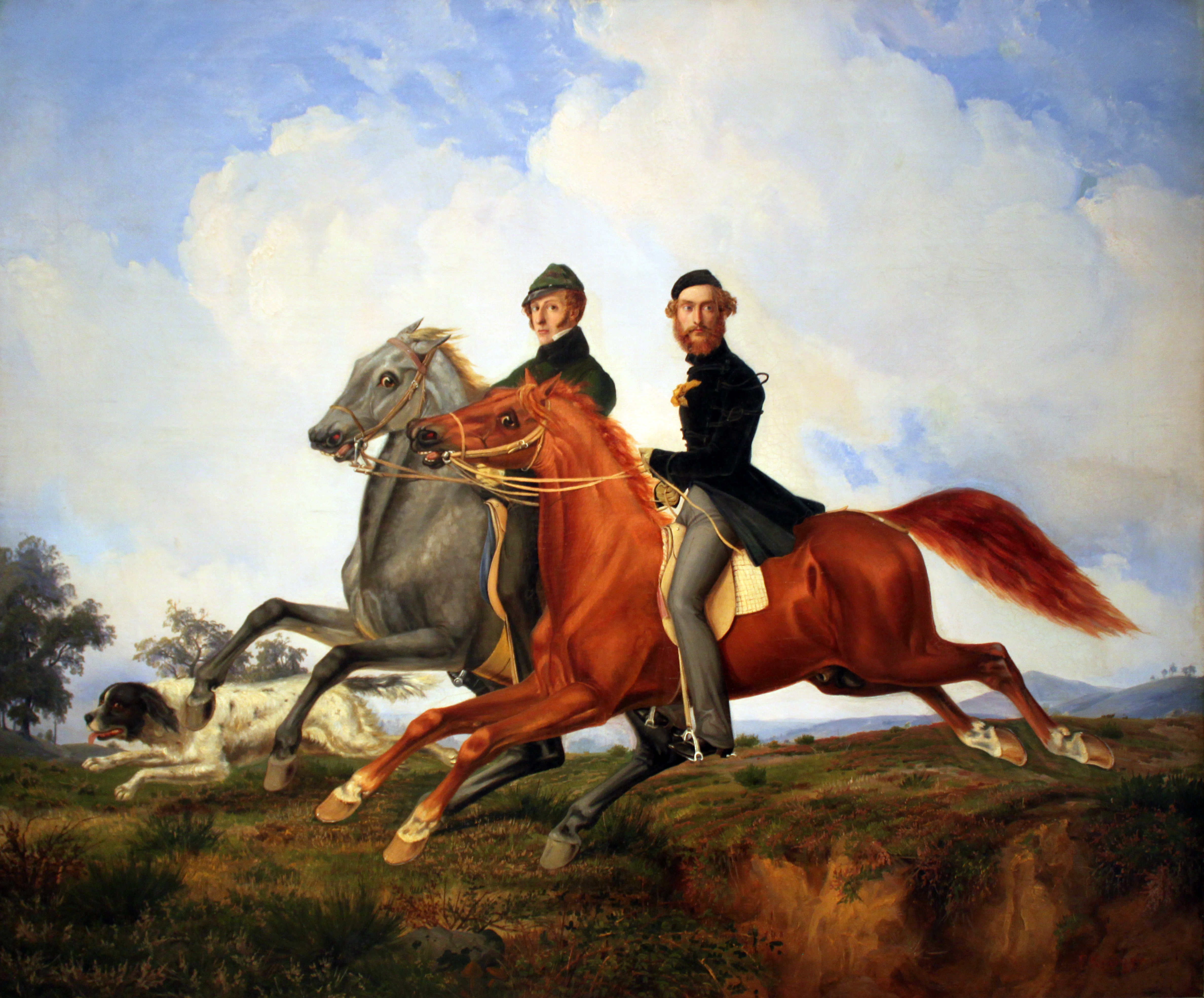
Zwei Reiter im Galopp, 1851, Germanisches Nationalmuseum Nürnberg

Franz Krüger (* 10. September 1797 in Großbadegast, Anhalt; † 21. Januar 1857 in Berlin), genannt Pferde-Krüger, war ein deutscher Tiermaler, Porträtist, Lithograf und Hofmaler Friedrich Wilhelms III. und Friedrich Wilhelms IV. von Preußen.
Er wurde vor allem für seine volkstümlichen und lebensnahen Porträts und Pferdebilder bekannt, die ihn zum bedeutendsten Militär- und Porträtmaler Berlins werden ließen. Seine Darstellungen von Militärparaden enthalten Hunderte von Porträts und zeigen so oft große Teile der gehobenen Gesellschaft der Stadt.

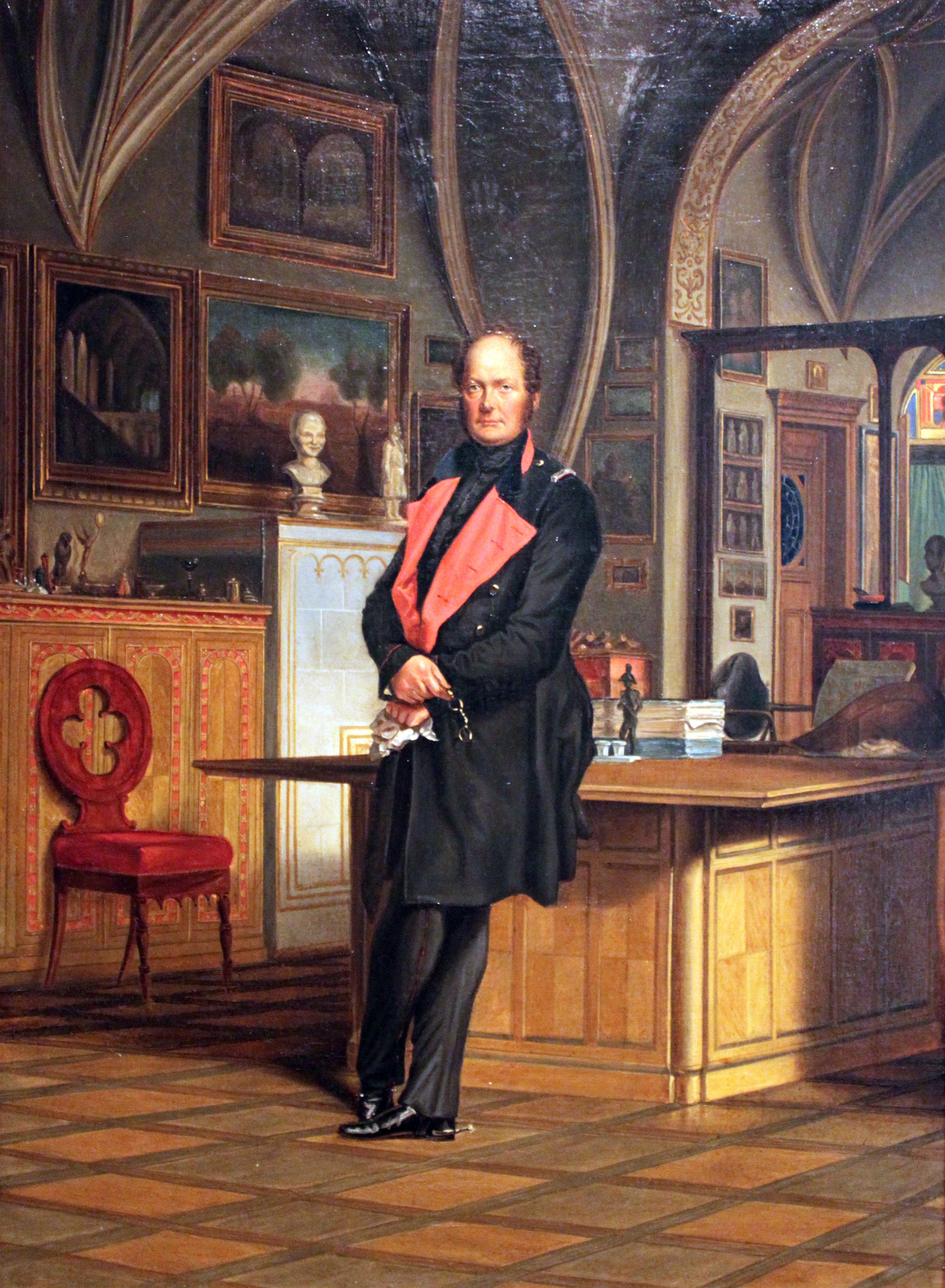
Friedrich Wilhelm IV. in seinem Arbeitszimmer, Ölgemälde, Berlin 1846

## Leben
Krüger wurde als Sohn eines anhaltinischen Beamten geboren und kam durch den Ornithologen Johann Friedrich Naumann aus dem Nachbardorf Ziebigk früh mit der Tiermalerei in Berührung. In seiner Schulzeit in Dessau lernte er den Landschaftsmaler Carl Wilhelm Kolbe (genannt Eichen-Kolbe) kennen. Krüger studierte von 1812 bis 1813 an der Berliner Akademie der Künste und bildete sich daraufhin autodidaktisch durch Zeichnen nach der Natur, besonders in den königlich-preußischen Marställen weiter. 1818 wurden seine Militär- und Jagdgemälde erstmals in der Akademie ausgestellt. Porträtaufträge des Prinzen August von Preußen (eines Sohnes Ferdinands von Preußen) und des Grafen Neidhardt von Gneisenau begründeten seinen Ruf als Porträtist. In der Folge porträtierte er eine Reihe weiterer Mitglieder der königlichen Familie. 1825 wurde er zum Königlichen Professor ernannt und ordentliches Mitglied der Akademie.
Mehrere Reisen folgten in den Jahren 1836, 1845, 1847 und 1850/51 an den russischen Zarenhof nach Sankt Petersburg sowie an die Höfe von Hannover 1839/40 und Schwerin / Ludwigslust 1854. Während einer zweiwöchigen Studienreise nach Paris traf er 1846 Eugène Delacroix. Während der Märzrevolution 1848 zog er sich nach Dessau zurück. 1855 nahm er an der Pariser Weltausstellung teil.
Seit 1825 war er mit der Opernsängerin Johanna Eunicke verheiratet und wohnte in der Behrenstraße 63 in  Berlin-Friedrichstadt. Unter der Ägide seiner Frau, die nach der Heirat ihre Karriere aufgab, entwickelte sich die Wohnung zum führenden gesellschaftlichen Treffpunkt der gehobenen Gesellschaft Berlins. Seine Frau starb 1856, er selbst im Jahr darauf an den Folgen einer Gesichtsrose. Krüger wurde auf dem Dorotheenstädtischen Friedhof in Berlin begraben.
Eine Dauerausstellung von Krügers Werken befindet sich im Historischen Museum Köthen. Ein Schüler Krügers war der Tiermaler Carl Steffeck, weitere Schüler waren Hermann Gemmel, der Genremaler August von Rentzell und Theodor Schloepke.

## Werke
- um 1815: August von der Goltz

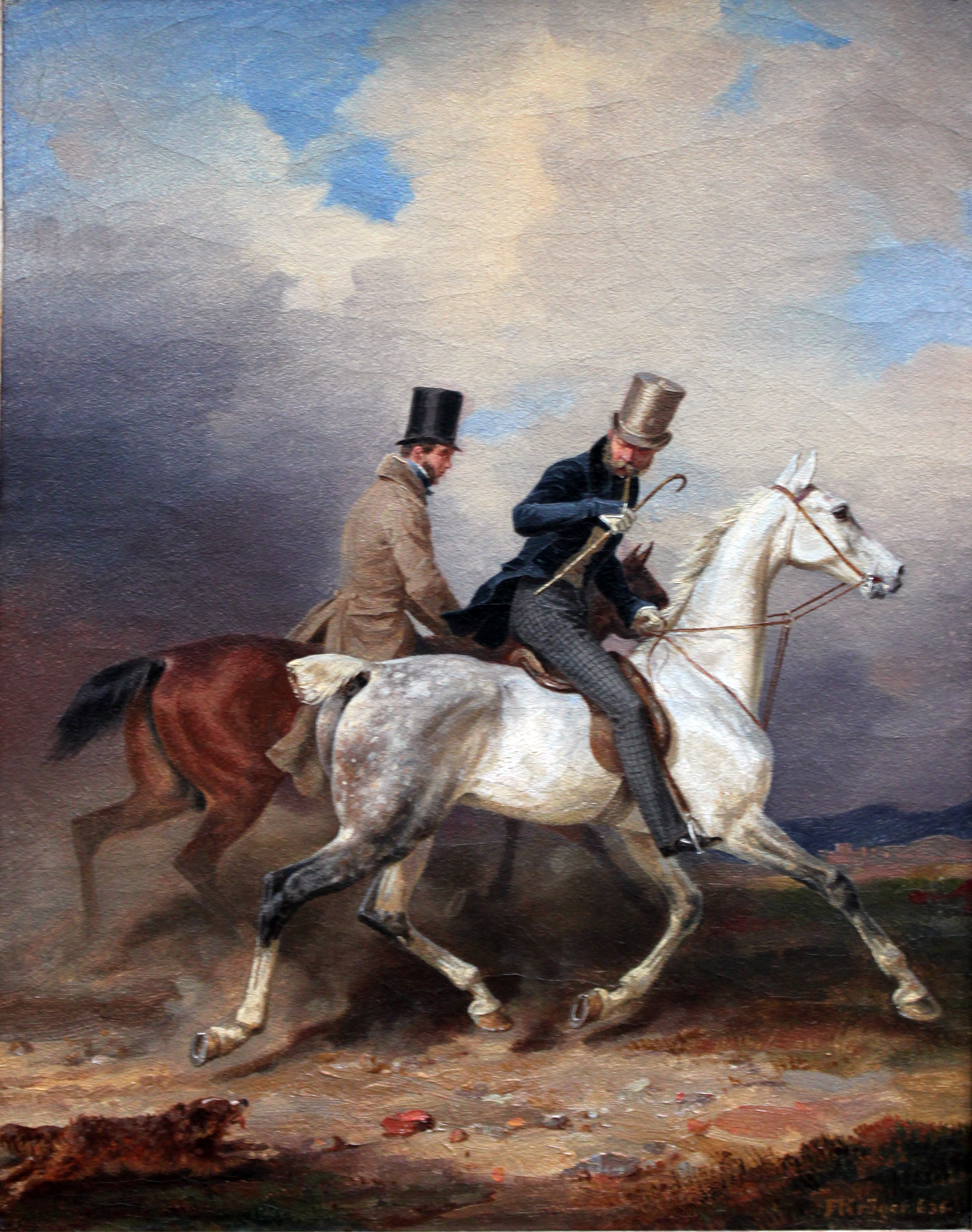
Prinz Wilhelm unternahm mit Krüger gelegentlich Ausritte. Darauf bezugnehmend fertigte Krüger ein Gemälde an, welches weitgehend auf höfische Repräsentativität verzichtet. Nach Meinung des Kunsthistorikers Rainer Schoch tragen sowohl der auf einem weißen Pferd reitende Prinz als auch der Maler „bürgerliche Reitkleidung und Zylinderhüte“. Wilhelm, der sich nach seinem hinterherlaufenden Hund umsieht, trete mehr als „Pferdeliebhaber“ als ein Vertreter der preußischen Königsfamilie in Erscheinung. Die Standesunterschiede werden jedoch nicht vollständig aufgehoben, da Wilhelm im Vordergrund steht und ein vornehmeres Pferde reitet. Ausritt des Prinzen Wilhelm von Preußen in Begleitung des Malers Gemälde von Franz Krüger, Öl auf Leinwand, 1836, Alte Nationalgalerie

- um 1817: Prinz August von Preußen im Empire-Salon
- um 1818: Graf Gneisenau mit Gefolge
- um 1820: Major von Geusau
- 1822: Bankier Wilhelm Christian Benecke mit Familie
- um 1824: Achtzehn Kreideporträts von den nächsten Familienangehörigen des preußischen Königs Friedrich Wilhelm III. zu dessen Geburtstag am 3. August 1824
- 1824–1830: Parade auf dem Opernplatz in Berlin. Entstanden im Auftrag Nikolaus I.
- um 1830: Aquarellserie mit Kutschen des Prinzen Carl von Preußen
- um 1830: General der Infanterie Gustav von Rauch (Porträtzeichnung)
- 1826: Oberst von Krafft; Otto, Bernhard, Ferdinand u. Wilhelmine v. Bismarck-Schönhausen
- 1827: Nikolaus I., Eremitage in Sankt Petersburg
- 1829: Kürassier-Parade
- 1829: Johann Georg Emil von Brause
- 1831: Gaston Lenthe (Porträtzeichnung)
- 1834: Laurette von Rauch, geborene Gräfin von Moltke (Porträtzeichnung)
- 1835: Alfred von Rauch als 11-jähriger Kadett in Potsdam (Porträtzeichnung)
- 1836: Ausritt des Prinzen Wilhelm von Preußen
- 1839: 1. Garde-Regiment zu Fuß
- um 1840: Gaston Lenthe
- 1841: Bernhard Romberg
- 1844: Huldigung Friedrich Wilhelm IV. im Berliner Lustgarten anläßlich der Thronbesteigung 1840
- 1846: Friedrich Wilhelm IV. in seinem Arbeitszimmer
- 1847: Freiherr von Reitzenstein zu Pferde
- um 1847: Generalleutnant Friedrich Wilhelm von Rauch (Pastellskizze)
- 1848: Übergabe der VI. Brandenburgischen Kürassiere durch Friedrich Wilhelm III. an den Großfürsten Nikolaus 1819
- 1849: Regimentsübergabe des 1. Garde-Regiments zu Fuß
- 1850: Das Pferd Agathon im Stall des Schlosses Glienicke, Schloss Glienicke, Berlin
- 1851: Zwei Reiter im Galopp, Germanisches Nationalmuseum Nürnberg
- 1852: Prinz Carl von Preußen in Generalsuniform der Infanterie, Schloss Glienicke, Berlin
- 1854: Großherzog Friedrich Franz II. von Mecklenburg, Schloss Schwerin
- 1855: August Borsig
- 1855: Fürst Woronzoff
- 1856: Generalfeldmarschall Wrangel
- 1856: Porträt Hans Heinrich XI. Fürst von Pleß,[6] Schloss Pleß, Pszczyna
- 1881: Vor funfzig Jahren : ein Beitrag zur Culturgeschichte des neunzehnten Jahrhunderts. Portrait-Skizzen berühmter und bekannter Persönlichkeiten vornehmlich aus dem alten Berlin / von Franz Krüger. In Lichtdruck wiedergegeben durch Edm. Gaillard (Digitalisat)

## Ehrungen

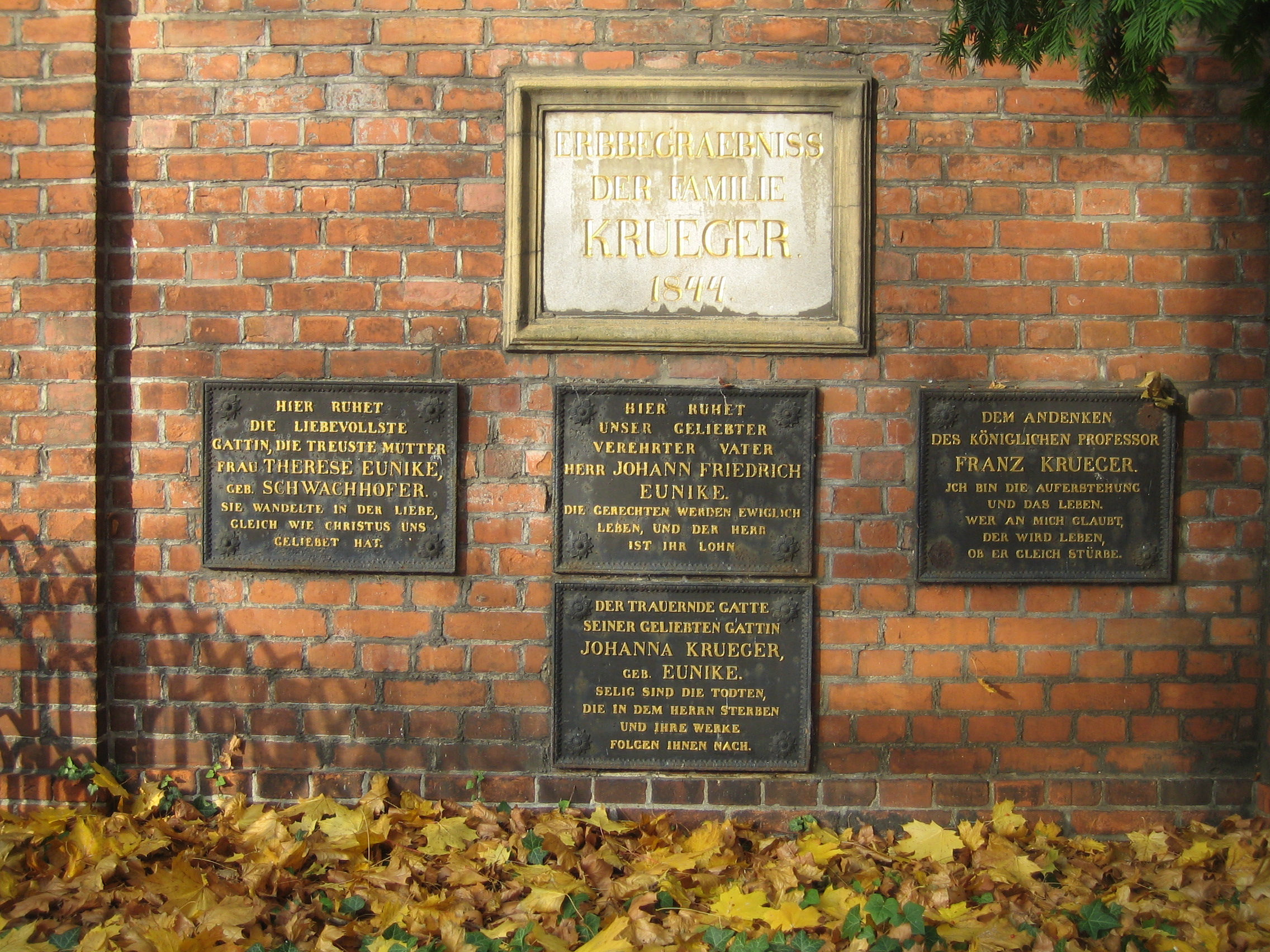
Grabstätte

Krüger hat ein Ehrengrab der Stadt Berlin auf dem Friedhof der Dorotheenstädtischen und Friedrichswerderschen Gemeinden in Berlin-Mitte. Im Ortsteil Prenzlauer Berg ist die Krügerstraße nach ihm benannt.